# František Vincenc Tuček
František Vincenc Tuček, psán také Vinzenz Ferrarius Tuczek nebo Tučzek, (2. února 1755 Praha – 2. listopadu 1820 Pešť) byl český dirigent a hudební skladatel.

## Život
Pocházel z hudební rodiny, jejímž zakladatelem byl František Tuček († 1780), zpěvák, varhaník v chrámu sv. Petra v Praze Na Poříčí a kapelník měšťanské gardy. Byl skladatelem zpěvoher.
František mladší získal tak své první hudební vzděláni od otce. Stal se nejprve rovněž zpěvákem-tenoristou jako jeho otec, nejspíše v divadle U Hybernů (nebo v Boudě). Obstarával také klavírní doprovody. Vstoupil do služeb hraběte Sweertse v Praze a od roku 1797 byl koncertním mistrem v kapele vévody Petra Kuronského na zámku v Náchodě. Po smrti vévody v roce 1799 se stal hudebním ředitelem divadla ve Vratislavi. Po dvou letech odešel do Vídně a působil jako kapelník divadla v Leopoldstadtu na okraji Vídně (dnes vídeňský okres). V roce 1810 přijal místo dirigenta divadelního orchestru Pešti, kde v roce 1820 zemřel. V jeho stopách pokračoval i syn František Tuček (1782–1850).

## Dílo
Za svého života komponoval skladby pro kytaru (5 menuetů, 5 Hongroisis, Fantasie), dobové tance, melodramy, kantáty, oratoria a chrámové skladby. Kromě scénické hudby k mnoha dramatům a fraškám napsal na 30 singspielů, které mu přinesly největších úspěch.

### Zpěvohry (nejúspěšnější)
- Hanns Klachel von Przelautsch (Honza Kolohnát z Přelouče) (1795)
- Rübezahl (1801)
- Die Schwestern von Prag (1801, původní hudba Wenzel Müller)
- Dämona, das kleine Höckerweibchen (1802)
- Der Zauberkuss (1803),
- Samson (1803)
- Israels Wanderung durch die Wüste (1810)
- Die zwei Klacheln (1812)
- Der Kosak und der Freiwilige (1814)
- Fürstin Wlasta, oder der Amazonenkrieg (1817)
- Idas und Marpissa

### Opera
- Lanassa (podle francouzského dramatu Antoine-Marin Lemierre, Pešť, 1805)